# Pardosa nanyuensis
Pardosa nanyuensis är en spindelart som beskrevs av Yin et al. 1995. Pardosa nanyuensis ingår i släktet Pardosa och familjen vargspindlar. Inga underarter finns listade i Catalogue of Life.